# Halwell and Moreleigh
Halwell and Moreleigh est une paroisse civile du Devon, située dans l'Angleterre du Sud-Ouest. 